# Jemníky
Jemníky (en allemand : Jemnik) est une commune du district de Kladno, dans la région de Bohême-Centrale, en Tchéquie. Sa population s'élevait à 281 habitants en 2020.

## Géographie
Jemníky se trouve à 4 km au sud-est du centre de Slaný, à 8 km au nord du centre de Kladno et à 28 km à l'ouest-nord-ouest de Prague.
La commune est limitée par Slaný à l'ouest et au nord, par Knovíz à l'est, par Pchery et Třebichovice au sud.

## Histoire
La première mention écrite de la localité date de 1227.